# Glenanthe bimaculata
Glenanthe bimaculata är en tvåvingeart som beskrevs av Friedrich Georg Hendel 1934. Glenanthe bimaculata ingår i släktet Glenanthe och familjen vattenflugor.
Artens utbredningsområde är Mongoliet. Inga underarter finns listade i Catalogue of Life.